# Bastustain

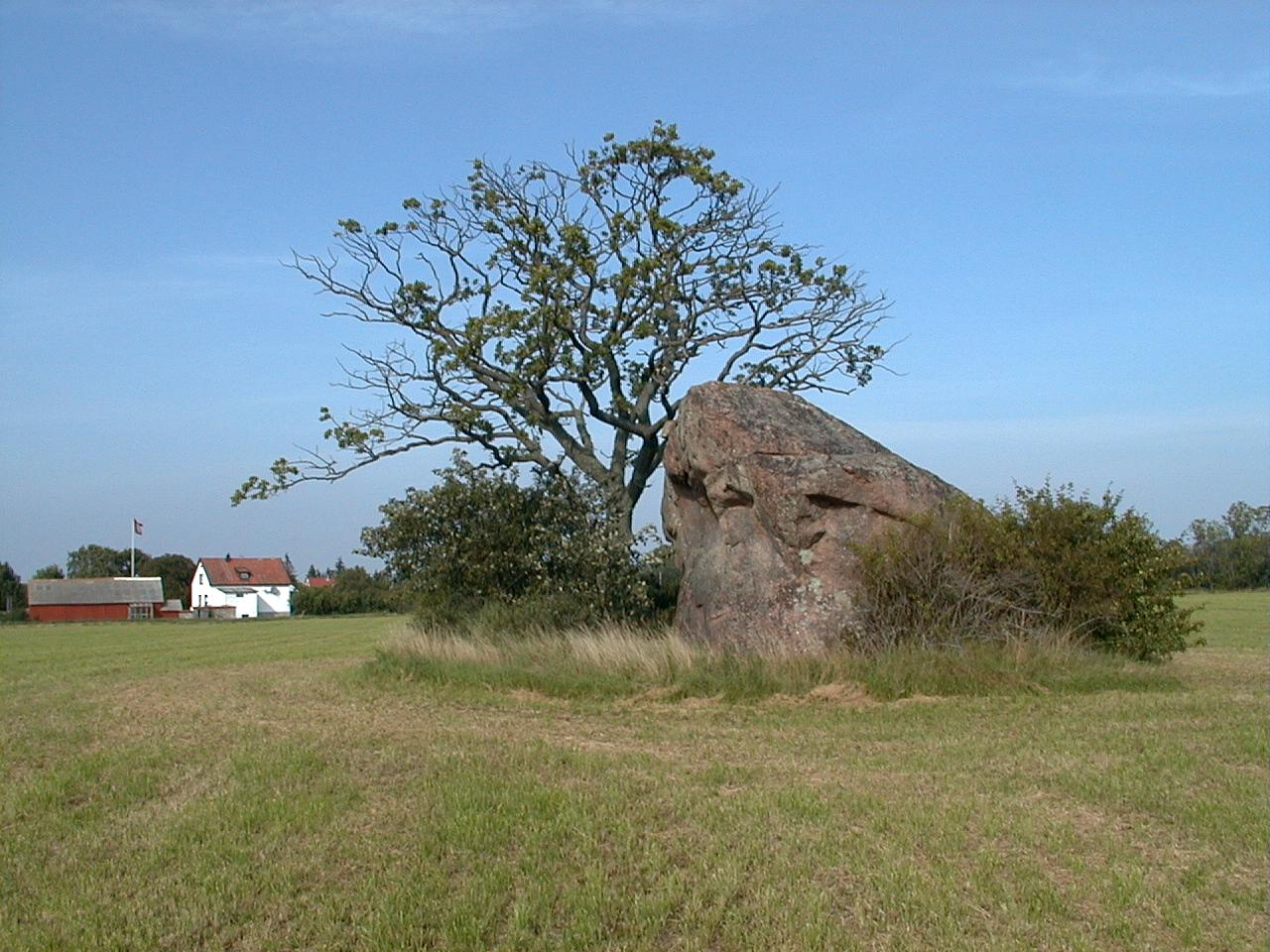
Bastustain

Der Bastustain (deutsch „Saunastein“) liegt in einem Acker südlich der Straße nach Gerete in Rone-Hägdarve bei Hemse auf der Insel Gotland in Schweden und ist ein etwa 5,0 m hoher und ebenso breiter Findling aus Rapakivigranit (Rapakivi = deutsch „Bröckelstein“ oder „schlechter Stein“), der aus Finnland stammt. Der lokale Name des Steins stammt von einer Sauna (schwedisch Bastu von badstuga), die sich früher neben dem Stein befand. Es ist Gotlands größter Findling.
In der Nähe liegt mit der Uggarde rojr die drittgrößte Röse Schwedens und mit der Lejsturojr bei Ronehamn eine weitere Großröse.